# Делі-Марко
Делі-Марко (серб. кир.: Дели-Марко, «Дикий Марко»; прибл. 1596—1619) або Марко Сегединац (Марко Сегединац, «Марко з Сегедина»), був сербським гайдуком і воєначальником на службі у Габсбургів, діяв під час Довгої турецької війни.

## Життєпис
Вперше він згадується після 1590 року, як юнак, який командував загоном сербських солдатів на службі Сигізмунда Баторія, принца Трансільванії. Армія Баторі, яка прямувала звільнити Тімішоару, включала видатних сербів, таких як Георге Рац, Делі-Марко та Сава Темішварац. Армії вдалося завоювати сербську частину міста. Ці сербські лідери, включаючи Старину Новака, воювали у складі Трансільванської армії, але здійснювали самостійні рейди на південь від Дунаю, на територію сучасної Болгарії та Сербії, навіть зумівши вдертися вглиб Пловдива та Адріанополя. Сміливі маневри Делі-Марко на території Османської імперії розлютили османський уряд. Він здійснював набіги на торговельні каравани і кораблі і навіть заходив аж через Балканські гори та до річки Мариці. Сербське командування діяло переважно за межами Трансільванії за підтримки імператора. Сербськими солдатами та біженцями опікувалась Військова рада у Відні.
Разом із Савою Темішварацем, у 1605 році, вони залишили Трансільванію та вирушили до Західної Угорщини. Довга турецька війна завершилася 1606 року Житваторокським миром. Коли імператор Рудольф II почав сваритися зі своїм братом Матіашем, Темішварац, Георге Рац і Делі-Марко підтримали останнього, приєднавшись до свого народу. Під командуванням трьох сербських лідерів, усі загони найманців брали участь у поході на Рудольфа II.
Делі-Марко приєднався до військ італійського генерала Джорджо Баста. У 1616 році він переїхав до Трансільванії.